# Comuna Roșiori, Bihor
Roșiori (în maghiară Biharfélegyháza) este o comună în județul Bihor, Crișana, România, formată din satele Mihai Bravu, Roșiori (reședința) și Vaida.

## Demografie
Componența etnică a comunei Roșiori
     Maghiari (50,06%)
     Români (36,37%)
     Romi (7,43%)
     Alte etnii (0,04%)
     Necunoscută (6,11%)
Componența confesională a comunei Roșiori
     Reformați (51,23%)
     Ortodocși (28,68%)
     Penticostali (5,88%)
     Baptiști (2,68%)
     Romano-catolici (2,22%)
     Adventiști (1,28%)
     Alte religii (1,43%)
     Necunoscută (6,6%)
Conform recensământului efectuat în 2021, populația comunei Roșiori se ridică la 2.653 de locuitori, în scădere față de recensământul anterior din 2011, când fuseseră înregistrați 3.113 locuitori. Majoritatea locuitorilor sunt maghiari (50,06%), cu minorități de români (36,37%) și romi (7,43%), iar pentru 6,11% nu se cunoaște apartenența etnică. Din punct de vedere confesional, majoritatea locuitorilor sunt reformați (51,23%), cu minorități de ortodocși (28,68%), penticostali (5,88%), baptiști (2,68%), romano-catolici (2,22%) și adventiști (1,28%), iar pentru 6,6% nu se cunoaște apartenența confesională.

## Politică și administrație
Comuna Roșiori este administrată de un primar și un consiliu local compus din 11 consilieri. Primarul, Zoltán Kelemen[*], de la Uniunea Democrată Maghiară din România, este în funcție din 2008. Începând cu alegerile locale din 2024, consiliul local are următoarea componență pe partide politice:
|  | Partid                                 | Consilieri | Componența Consiliului | Componența Consiliului | Componența Consiliului | Componența Consiliului | Componența Consiliului | Componența Consiliului | Componența Consiliului | Componența Consiliului |
|  | -------------------------------------- | ---------- | ---------------------- | ---------------------- | ---------------------- | ---------------------- | ---------------------- | ---------------------- | ---------------------- | ---------------------- |
|  | Uniunea Democrată Maghiară din România | 8          |                        |                        |                        |                        |                        |                        |                        |                        |
|  | Partidul Național Liberal              | 3          |                        |                        |                        |                        |                        |                        |                        |                        |